# Роквейл (Колорадо)
Роквейл (англ. Rockvale) — місто (англ. town) в США, в окрузі Фремонт штату Колорадо. Населення — 511 особа (2020).

## Географія
Роквейл розташований за координатами 38°21′53″ пн. ш. 105°9′53″ зх. д. / 38.36472° пн. ш. 105.16472° зх. д. (38.364713, -105.164779).  За даними Бюро перепису населення США в 2010 році місто мало площу 4,96 км², уся площа — суходіл.

## Демографія
Згідно з переписом 2010 року, у місті мешкало 487 осіб у 202 домогосподарствах у складі 141 родини. Густота населення становила 98 осіб/км².  Було 227 помешкань (46/км²).
Расовий склад населення:
| - 95,1 % — білих - 1,0 % — корінних американців - 0,8 % — вихідців з тихоокеанських островів - 0,4 % — азіатів - 1,4 % — осіб інших рас |

До двох чи більше рас належало 1,2 %. Частка іспаномовних становила 7,0 % від усіх жителів.
За віковим діапазоном населення розподілялося таким чином: 21,1 % — особи молодші 18 років, 57,5 % — особи у віці 18—64 років, 21,4 % — особи у віці 65 років та старші. Медіана віку мешканця становила 46,3 року. На 100 осіб жіночої статі у місті припадало 94,0 чоловіків;  на 100 жінок у віці від 18 років та старших — 93,9 чоловіків також старших 18 років.
Середній дохід на одне домашнє господарство  становив 44 067 доларів США (медіана — 36 923), а середній дохід на одну сім'ю — 50 287 доларів (медіана — 42 500). За межею бідності перебувало 13,2 % осіб, у тому числі 11,5 % дітей у віці до 18 років та 18,8 % осіб у віці 65 років та старших.
Цивільне працевлаштоване населення становило 136 осіб. Основні галузі зайнятості: мистецтво, розваги та відпочинок — 21,3 %, роздрібна торгівля — 20,6 %, освіта, охорона здоров'я та соціальна допомога — 19,9 %.